# Abbaye de Mariawald
L'abbaye de Mariawald (en allemand : Abtei Mariawald, littéralement : abbaye de la Forêt de Marie) est une ancienne abbaye de moines cisterciens-trappistes (Ordre cistercien de la stricte observance), qui se trouve en Allemagne, près de Heimbach (Rhénanie-du-Nord-Westphalie) dans la région du nord des monts Eifel.
Sa devise est : Luceat lux vestra (Mt, 5, 16)

## Histoire

### Première fondation
L'histoire de l'abbaye commence en 1470, lorsqu'un charpentier de Heimbach, Heinrich Fluitter, achète une Pietà après une vision, et lui construit un petit oratoire qui devient rapidement un lieu de pèlerinage. Le curé Johann Daum le transforme en église de bois et invite les cisterciens de Bottenbroich à accueillir les pèlerins. L'église est consacrée en 1481 et le prieuré, le 4 avril 1486. L'église est reconstruite en pierres en 1494. La Pieta est intégrée en 1520 dans un retable polyptyque ouvragé, sculpté par des artistes d'Anvers, représentant les scènes de la vie de Jésus.
Le siècle suivant est difficile pour l'abbaye qui doit affronter la guerre de Trente Ans et divers conflits. Ensuite l'abbaye connaît un certain répit, jusqu'à la Révolution française, lorsque les troupes françaises pénètrent sur la rive gauche du Rhin en 1794 et l'intègre à la république. L'abbaye est fermée et sécularisée en 1795. La Pieta est confiée en 1803 à la paroisse Saint-Clément, à Heimbach, ainsi que le retable.

### Seconde fondation
L'abbé Ephrem van der Meulen de l'abbaye Notre-Dame d'Oelenberg, en Alsace, rachète en 1860 le domaine abbatial. Deux cisterciens d'Oelenberg arrivent en février 1861 et en avril 1862 la vie communautaire est rétablie. Cependant la guerre franco-prussienne de 1870, puis l'éclatement du Kulturkampf viennent freiner l'essor de Mariawald. Les moines doivent quitter les lieux entre 1875 et 1887. Les bâtiments sont reconstruits et agrandis en style néo-gothique en 1891. Mariawald est érigée en abbaye le 29 septembre 1909.
Trente-trois moines doivent partir sur le front pendant la Première Guerre mondiale et trois y perdent la vie. À nouveau en 1939 d'autres moines sont appelés à combattre, mais en 1941, les autorités nationales-socialistes confisquent l'abbaye pour activité anti-nationale et arrêtent un certain nombre de moines. Les autres moines sont obligés de s'embaucher comme ouvriers agricoles. Finalement, comme le front était proche à l'automne 1944, l'abbaye est transformée en hôpital militaire. Ils retrouvent les lieux endommagés par des attaques aériennes à cause de l'offensive des Ardennes, le P. Christopherus Elsen reprend possession de Mariawald, le 28 avril 1945. Il est nommé abbé peu après et jusqu'en 1959 s'emploie à restaurer l'abbaye.

### Renouveau et fermeture
L'abbaye est la dernière Trappe masculine d'Allemagne. La communauté comptait en 2008 dix moines, un novice et un oblat sous la direction du P. Josef Vollberg (né en 1963), entré à Mariawald en 1986 et élu abbé en 2006. La communauté a obtenu en 2008 le privilège du Saint-Siège de retourner à l'usage du rite tridentin et à l'ancienne observance cistercienne. Une quarantaine de postulants y entrent pendant ces dix dernières années, mais peu y demeurent. Un fossé se creuse entre les générations les plus anciennes qui se sont habituées au nouvel Ordo et les plus jeunes, enthousiasmés par la liturgie traditionnelle.
En 2018, le Saint-Siège décide de mettre fin à cette expérience et ordonne sa fermeture qui doit se poursuivre pendant plusieurs mois selon la situation de chacun des douze moines, les plus âgés (le plus âgé ayant 94 ans) devant être installés en maison de retraite. C'est la fin d'une histoire de cent-cinquante-six ans pour ce monastère et la fin d'une histoire pluriséculaire pour cette branche cistercienne en Allemagne et le résultat de la visite canonique effectuée en mai 2016 par l'abbé de Koningshoeven, le T.R.P. Bernardus Peeters, et l'abbé de Mount Saint Bernard (trappe anglaise), le T.R.P. Erik Varden, qui obtiennent dans un premier temps la rétrogradation du P. Vollberg d'abbé au rang de prieur. Il est ordonné également de vendre l'abbaye avant la fin de l'année 2018, dont la propriété est remise au diocèse d'Aix-la-Chapelle chargé de cette vente. Il reste deux monastères de trappistines (branche féminine) en Allemagne. Le P. Vollberg, quant à lui, rejoint l'abbaye de Vyšší Brod au cours de l'année 2018.

## Anciens trappistes de Mariawald
- Franz Pfanner (1825-1909), missionnaire, fondateur des Missionnaires de Mariannhill
- Bernardin Schellenberger (1944-), ancien maître des novices et prieur, réduit à l'état laïc, devenu écrivain

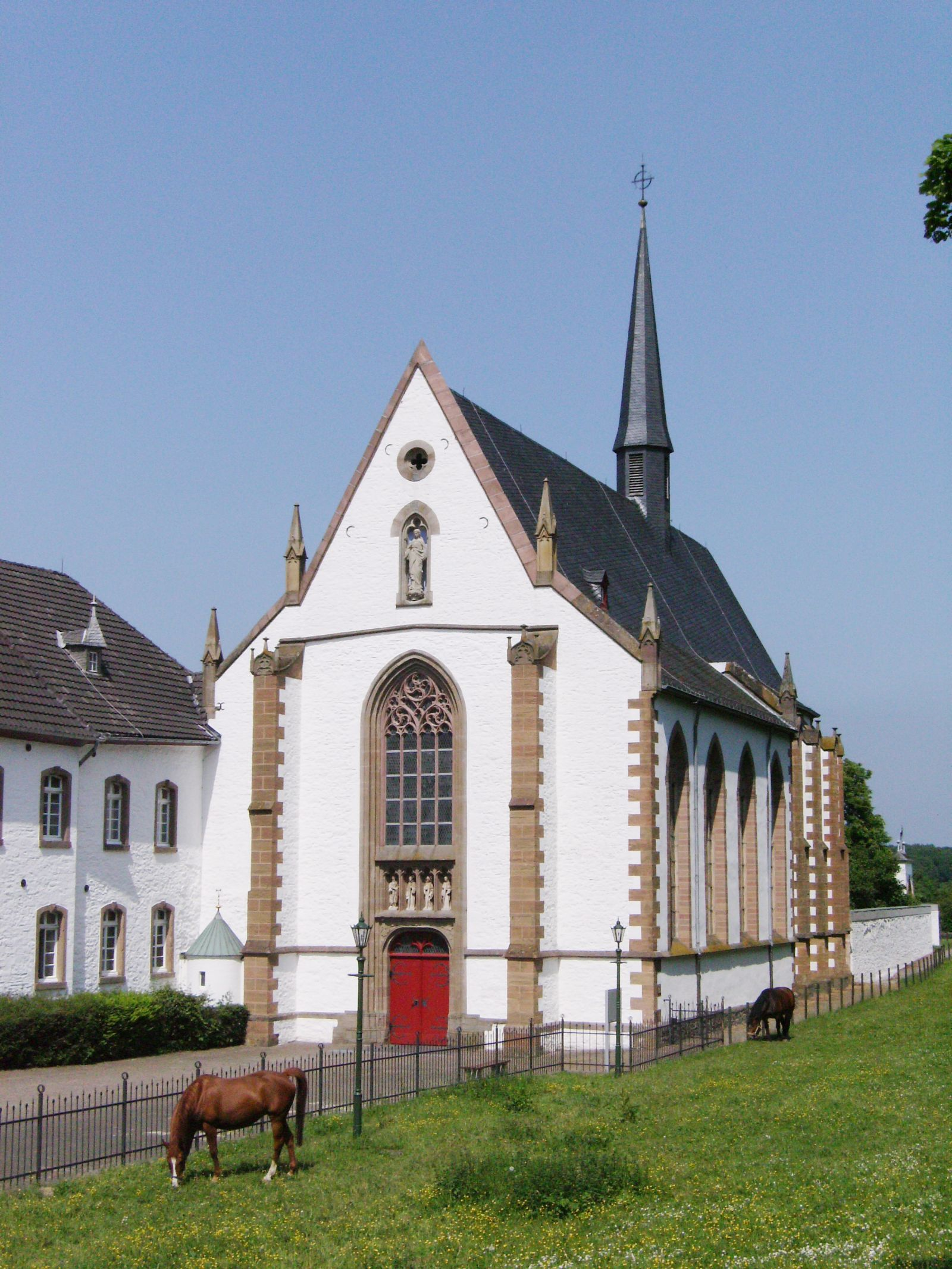
Vue de l'église
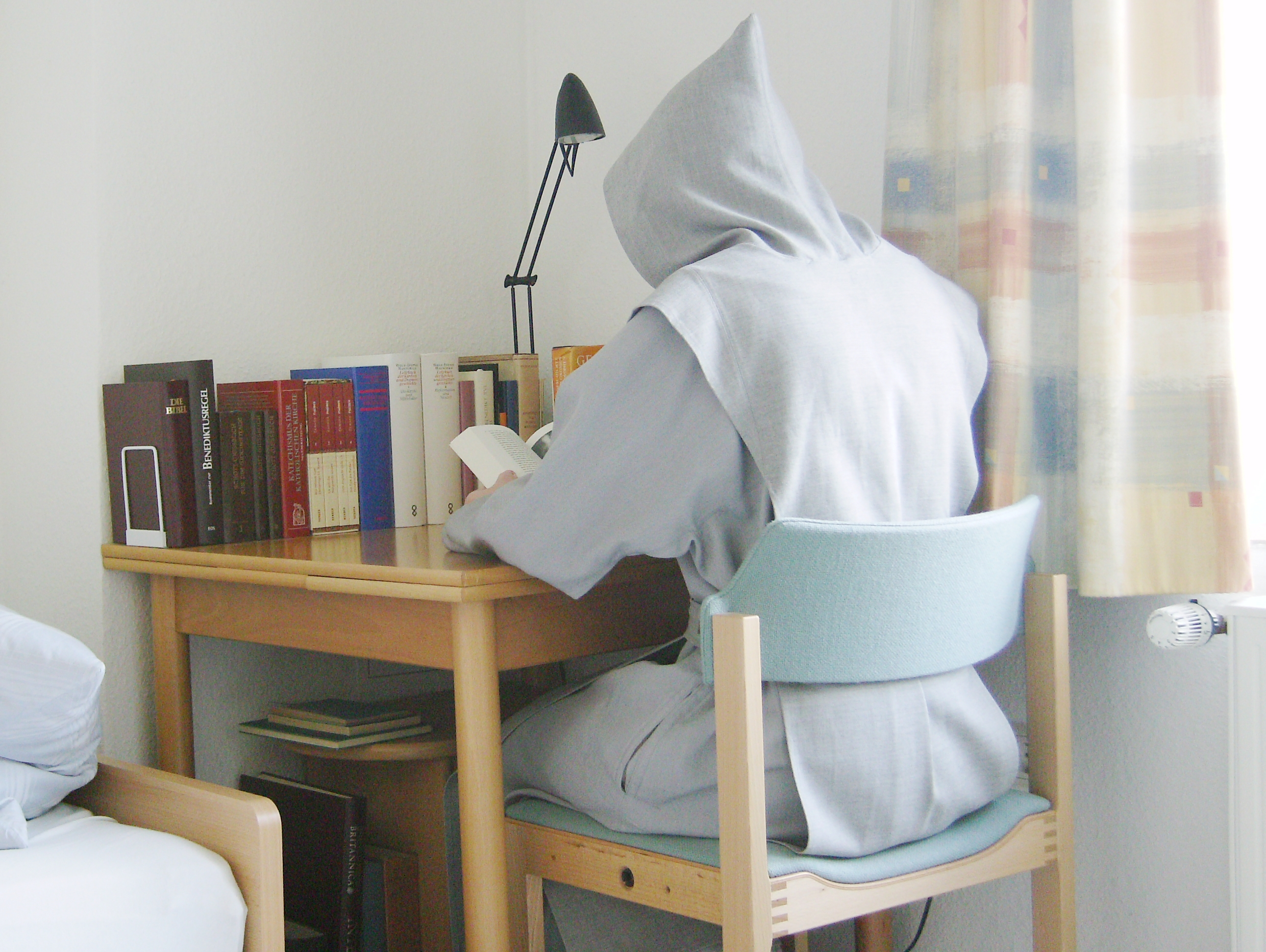
Un trappiste de Mariawald
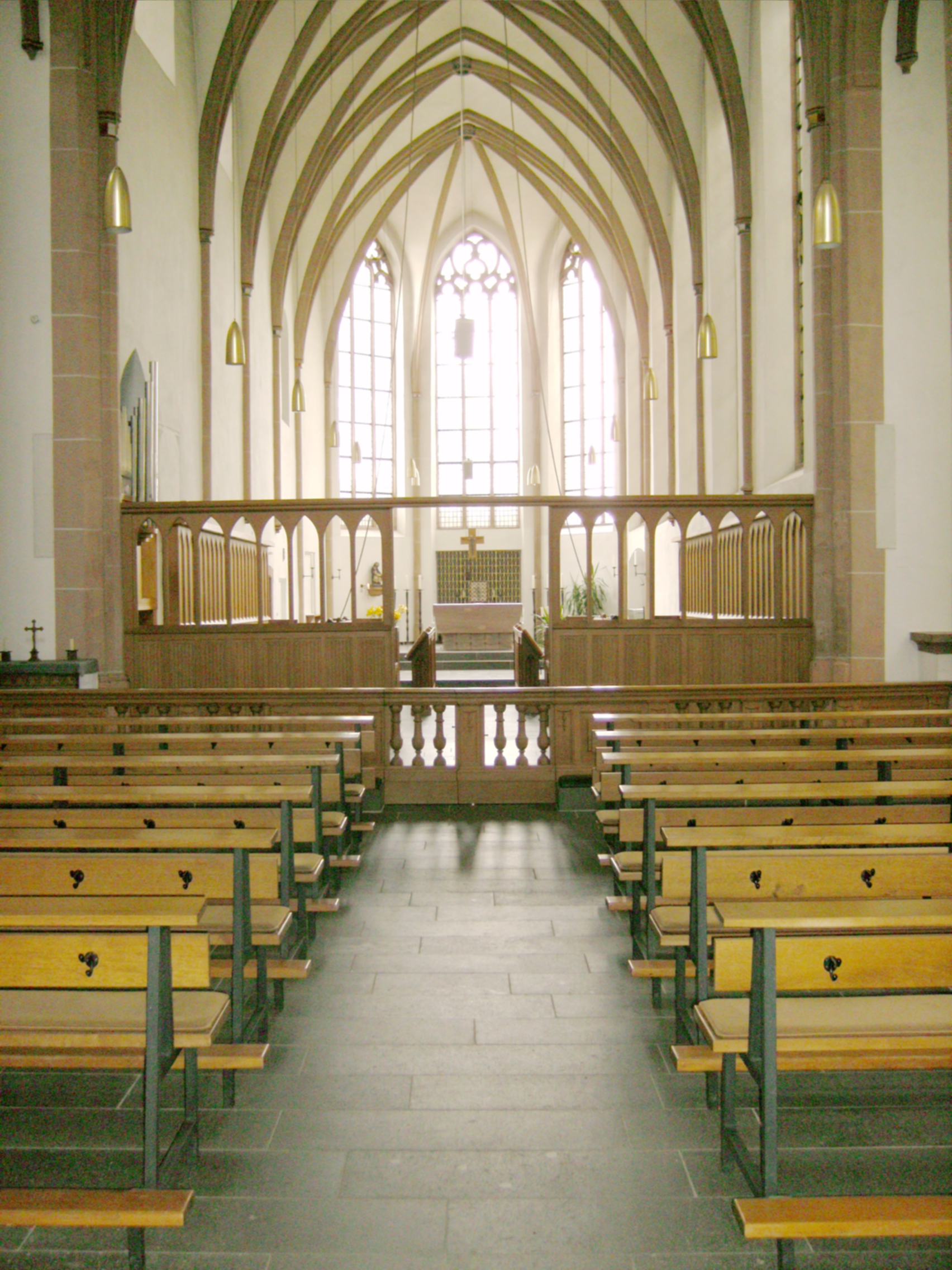
Intérieur de l'église de Mariawald
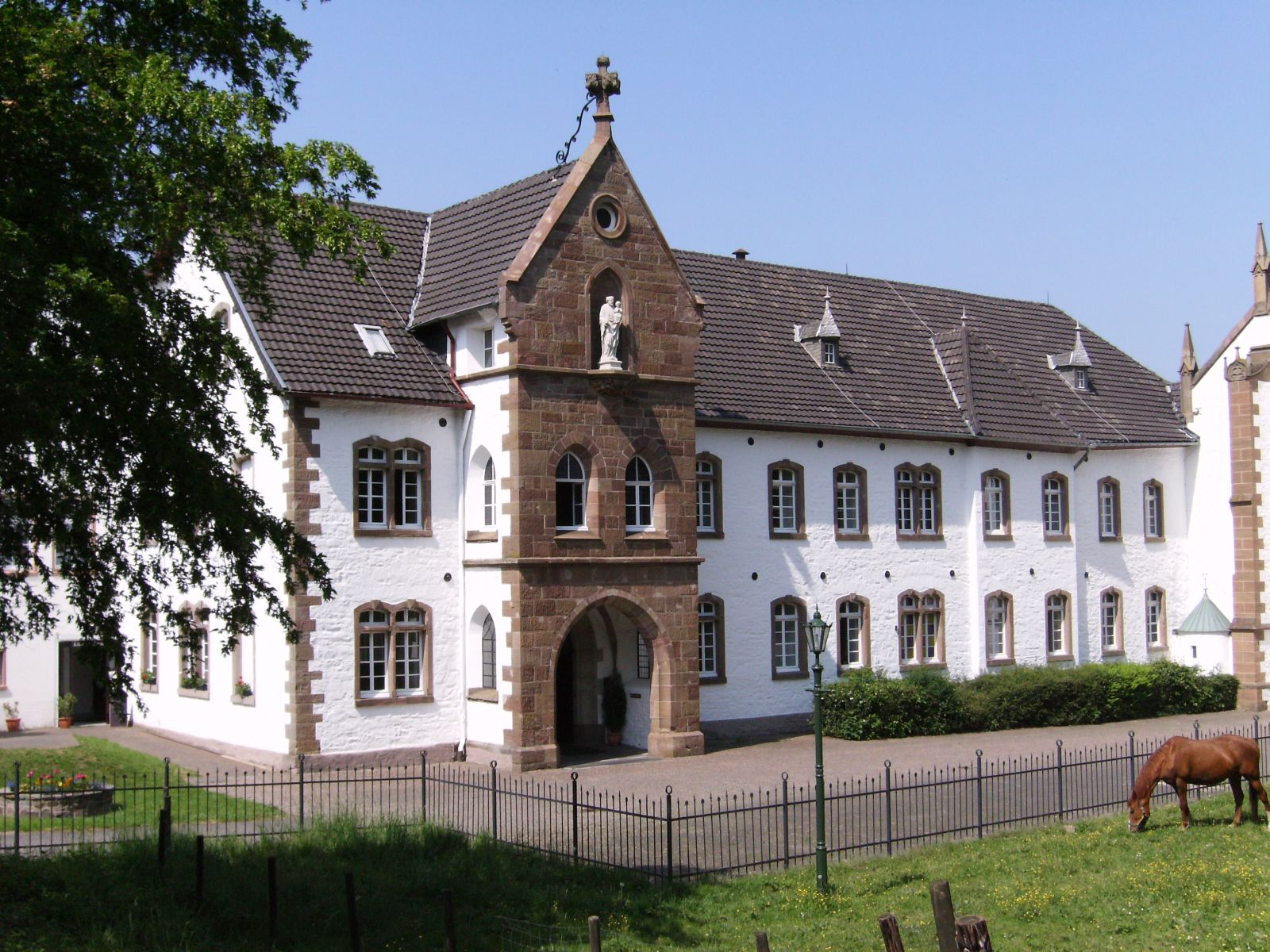
L'hôtellerie de Mariawald
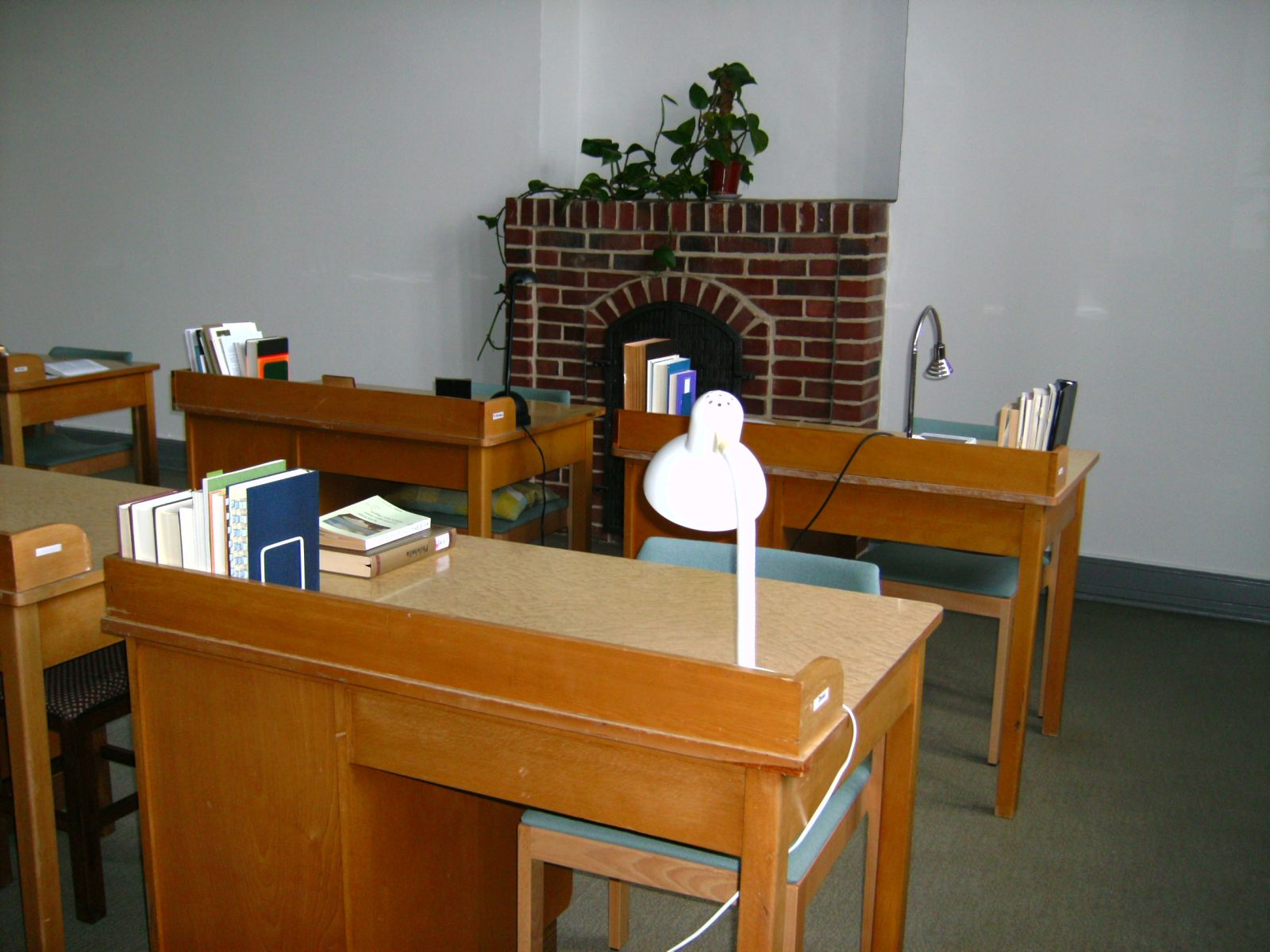
Le scriptorium de l'abbaye aujourd'hui

## Sources
- (de) Cet article est partiellement ou en totalité issu de l’article de Wikipédia en allemand intitulé « Abtei Mariawald » (voir la liste des auteurs).